# Robert Stephenson
Robert Stephenson (født 16. oktober 1803, død 12. oktober 1859) var en engelsk ingeniør. Eneste søn af den berømte lokomotiv- og jernbaneingeniør George Stephenson. Mange af de opfindelser og forbedringer af lokomotiver og jernbaner, der traditionelt tilskrives George, var resultater af samarbejdet mellem far og søn.